# Jan Pleitner
Jan Pleitner (* 12. Juli 1984 in Oldenburg (Oldb)) ist ein deutscher Maler. Er lebt und arbeitet in Düsseldorf.

## Werdegang
Pleitner wuchs im Oldenburger Land und auf Borkum auf.
Nachdem er mit 17 Jahren die Schule in Oldenburg (Oldb) abgebrochen hatte, um Künstler zu werden, studierte er an der Kunstakademie Düsseldorf von 2004 bis 2010 Malerei und freie Kunst unter anderem bei Jörg Immendorff und Tal R.

## Ausstellungen (Auswahl)
- 2023: Jan Pleitner: Jenseits der Leere,[3] Kunsthalle Emden

- 2020 Syringe Concorde, Haverkampf Galerie Berlin[4]
- 2019 Who is the Sun, Achenbach und Hagemeier, Düsseldorf[5]
- 2018 Helios, Kerlin Gallery, Dublin[6]
- 2018 Ragnarok, PARKHAUS im Malkastenpark, Düsseldorf
- 2017 Ey I, Galerie Philipp Haverkampf, Berlin
- 2017 Träum weiter, Kunstverein Heppenheim, Heppenheim[7]
- 2016 Water for the tribe, Kerlin Gallery, Dublin[8]
- 2013 Ein anderer Stein aus der Wand, Stadtmuseum Oldenburg, Oldenburg (Oldb) Niedersachsen[9]
- 2010: Teilnahme an Empire of Dust, Vertretung des Landes Nordrhein-Westfalen bei der Europäischen Union, Brüssel

## Auszeichnungen
- 2013: 12. Förderpreis der Kulturstiftung der Öffentlichen Versicherungen Oldenburg für Malerei[10]